# بطي البذالي
بطي فهد بطي سعد البذالي (1945 - 5 رمضان 1402هـ / 20 أغسطس 1982م)، شاعر ومغني شعبي كويتي، بدأ مشواره الفني في عام 1961م، وكان يجيد العزف على الربابة والناي وكان يجيد العزف على آلة العود أيضاً، وهو ابن عم الفنان الراحل بنيان البذالي، ومن أشهر من عزف له الفنان سلامة العبد الله والفنان سرور مطير والفنان يوسف محمد. 

## اغانيه
1. يا الله يامحيي أعظامٍ رمامي.. أنت الولي خلاق روحٍ وسط روح
2. أمس الضحى عديت بالجال
3. إرحم طريح الحب واحذر تعذر
4. شبحة العين للعشاق ماريه
5. ليه يا نور عيني ليه يالأسمراني
6. يا قلبي اللي خطير وصار له سبه... من سبه اللي جديد اللبس يزهاها
7. سلموا لي على الصاحب الجبلي... هيه اللي تزورونها مره
8. هجرك ذبحني وأنت مانته بداري
9. ألا يامل قلبٍ يالغضي يشفق على لاماك
10. البيت عقب الزين شانت حلاياه
11. اسمحي وإن طلبتج يا هوى البال حاجه
12. لا واهني اللي اليا ضاق له يوم
13. مريت من قدام باب الحبيبه
14. يا ناس دلوني درب السنع وينه
15. يا لا يمي باللي كلامه يعزي
16. يا محمد بن فريح قلب العنا تاه
17. يغامرني وغامرته وأنا بمغامره مفتون
18. يا سلامي على اللي كل ما جيت يمه
19. اقسم برب البيت مالك وزيني
20. يا شوق علم ترى نيتك عارفها
21. يا بومحمد صاحبي لو تشوفه
22. رزقي على الله عن عطا كل شحاح... مده ولا مد الأيدين المشافيح
23. يا خالي قلبي ضيّعه صافي اللون
24. نبي نسير على الزينة وأهلها
25. يا من على البعد ناداني وأنا على البعد ناديته
26. تراه ما يمديك لو طبت يازين
27. يا علي هاك خطي وصله للحبيبه
28. هنيكم ياللي على النوم شفقين
29. البارحه يا صاحبي طال ليلي
30. يا لابس البرقع ترفق بممشاك
31. يا بعد خلي على المرواح
32. لا لا يا مرحبا بالخط ساعة لافاني
33. علامكم يا حبيبي ما تحاجيني... وغيري من الناس ياخلي تحاجونه
34. شفت شخصٍ غريبٍ بالعويقيله
35. نطيت راسٍ معمدٍ من ورا الجوف
36. يا أهل الهوى قلبي من الزين مجروح
37. مرحبا باللي لفا لابسٍ مكسي حمر
38. يا عمري وينك غايب.. ما تفكر بالحبايب
39. يا أبو جروان دونه ما أقدر أقعد واقيف.. ما احرز الصبر دون الجادل الغشمريه
40. يا قبر ما ترحم إنسانٍ لجا فيك
41. أنا تهمت وصاحبي صار غاضي
42. ياللي تطالعني وتخز
43. يا دمعة بالعين خليك خليك
44. ليت عندي يالسديري تابعيه
45. أنا يا شريده وش تقولون
46. الذهب يا خال دايم ترى سعره يزود
47. مرحبا وأهلين باللي عيونه يخلفن
48. ليت قلبي ما تولع بالسمر
49. البارح جاني وجيته.. خل وصف لي بيته
50. أنا يا حبيبي ما تبريت
51. رقم الهاتف ضيعته..حسافه ما سجلته
52. لبسوها في ليلة الزفة وعيني تشوفه
53. زفوا حبيبي وأنا شايف... أنا ظره بس بعيوني
54. يا شريده كان خلي تمرونه.
55. عزي لقلبٍ تولع في هوى ساره
56. هيه ياللي تمشى رد بالله التحيه
57. يا حبيبي ليش تهجرني وتغيب
58. أنا لي حبيبٍ راح ما جاني
59. شاقني من تولع
60. مريض الحب ما يفهم علاجه... ولو عولج ترى محد يفيده
61. أنت الذي عذبتني بالمواعيد
62. لا تحسبني معجب فيك وابغيك (سامريه)
63. البر يازينه اليا هل المطر من سحاب
64. عصري اللي مضى ما مثله اليوم صار
65. حالي اللي من هوى الزين
66. الله يذكر طلعت البر بالخير
67. يا نسمه هبي لي في ريحه الغالي
68. يا صاحبي خل الإشاره خفيه.. بيني وبينك بالدريشه وبالليت
69. يا عين يا عين وا صبرج على الفرقا
70. ارفع الثوب ياغض النهد لا تجره
71. آه يامن سكن شرقي جنوب النسيم
72. يا بريد وصلهم خبر
73. يازين لا تلحق عليه وأنا حي
74. اتبع رضى اللي يدعج العين غروك
75. أنا اللي راسي شايب وقلبي ذايب
76. يا بنت أنا مليت بس اسمحي لي
77. يا هبوب الريح هبي من شمال
78. امنولٍ لا طلبت الزين ما قصر
79. يا عديم الضمير ويا قليل المروه
80. همي لجا بالروح صعبٍ علاجه
81. لا واهنيك يالصغير هنياه
82. يا عين لا تبكين على فراق الزين
83. يالله من طشاش للقاع رشاش
84. يا زين والله ما غيرك يسليني
85. أمس العصر بالسوق ناطحت لي زول
86. زرعي تكسر كل غصنه والأوراق
87. كل تعيد من حبيبه وفازي.. وأنا حبيبي نازح البعد حاديه
88. اقسم برب البيت مالك وزيني
89. العين عيت تذوق النوم
90. تليفون الزين عيا لا يشليله
91. البارحه يا جار جريت ونه
92. يا جار أنا ما شفت مثلك حرامي
93. علام الباب يا خلي علامه
94. يا دار وين اللي بك العام كاليوم
95. يا عمي ابكي وهمي واصل حده
96. البارحة يا عم همي تلايم
97. يا أهلي قلبي تولع برعبوبه
98. أمس العصر حطيت عيني على الباب... وارجي فراج من الإدارة يجيني
99. لا تقول اني نسيتك لا تقول
100. لولاك والله يا هوى البال ما جيت

## وفاته
توفي عن عمر يناهز 37 سنة، بسبب حادث مروري على طريق الجهراء ودخل على أثره العناية المركزة ثم توفي بعد شهرين من الحادث، في 5 رمضان 1402 هـ، الموافق 20 أغسطس 1982م.